# Callicarpa gracilipes
Callicarpa gracilipes là một loài thực vật có hoa trong họ Hoa môi. Loài này được Rehder mô tả khoa học đầu tiên năm 1916.